# Huib den Boer
Huib den Boer (* 11. November 1981 in Oud-Beijerland) ist ein niederländischer Volleyballspieler.

## Karriere
Den Boer begann seine Volleyball-Karriere 1987 in seiner Heimatstadt bei DVO Oud-Beijerland. Anschließend wurde er in der Jugendmannschaft von Spivo Spijkenisse ausgebildet, bevor er im Jahr 2000 zu Alcom Capelle wechselte. 2003 wechselte er nach Deutschland und schaffte mit dem Moerser SC den Aufstieg in die erste Bundesliga. Weniger erfolgreich verlief die folgende Saison für den Boer. In seiner niederländischen Heimat belegte er mit Rijnmond Volleybal den letzten Platz in der Liga. Anschließend kehrte er in die Bundesliga zurück und spielte ein Jahr für Bayer Wuppertal. 2006 wechselte er zur SG Eltmann. 2009 verpflichtete der Pokalsieger Generali Haching den niederländischen Zuspieler. Mit den Boer gewann Haching auch 2010, 2011 und 2013 den DVV-Pokal; außerdem wurden die Bayern in der Saison 2009/10 und in der Saison 2011/12 Vizemeister. Seit Sommer 2013 konzentriert sich den Boer auf seinen Beruf in der EDV-Branche. Seit 2014 ist er wieder aktiv beim Zweitligisten TSG Solingen Volleys. Mit dem Verein gelang ihm 2016 der Aufstieg in die Bundesliga. Seit 2017 ist den Boer Spielertrainer der zweiten Mannschaft.